# Ne plus dire qu'on est seul
Albums de Renaud Hantson
 Briseur de cœurs
Ne plus dire qu'on est seul est le 1er album solo de Renaud Hantson sorti en 1987.